# Cacalote
Cacalote är en ort i Mexiko.   Den ligger i kommunen Santiago Minas och delstaten Oaxaca, i den sydöstra delen av landet, 400 km sydost om huvudstaden Mexico City. Cacalote ligger 1 027 meter över havet och antalet invånare är 167.
Terrängen runt Cacalote är kuperad åt nordost, men åt sydväst är den bergig. Runt Cacalote är det glesbefolkat, med 17 invånare per kvadratkilometer. Närmaste större samhälle är Santa Catarina Juquila, 19,6 km söder om Cacalote. I omgivningarna runt Cacalote växer huvudsakligen savannskog.